# Championnat de Moldavie féminin de volley-ball
Le championnat de Moldavie de première division de volley-ball féminin  est la plus importante compétition nationale de volley-ball féminin organisée par la Fédération moldave de volley-ball (Fédération de Volleyball de la République de Moldavie, FVRM, (ro) : Federației Moldovenești de Volei). Il a été créé en 1993 juste après la dissolution de l'Union soviétique ,.

## Palmarès
| Année | Champion            | Finaliste              | Troisiéme           |
| ----- | ------------------- | ---------------------- | ------------------- |
| 2004  | ASEM Chișinău       |                        |                     |
| 2005  | ASEM Chișinău       |                        |                     |
| 2006  | USM Bostavan        |                        |                     |
| 2007  | Speranta Chișinău   |                        |                     |
| 2008  | ASEM Chișinău       |                        |                     |
| 2009  | ASEM Chișinău       |                        |                     |
| 2010  | UTM Chișinău        |                        |                     |
| 2011  | ASEM Chișinău       |                        |                     |
| 2012  | USM Bostavan        |                        |                     |
| 2013  | ASEM Chișinău       |                        |                     |
| 2014  | USM Bostavan        |                        |                     |
| 2015  | Speranta Chișinău   |                        |                     |
| 2016  | USM Bostavan        |                        |                     |
| 2017  | USM Bostavan        |                        |                     |
| 2018  | Dinamo MAI Chișinău | USM Bostavan           |                     |
| 2019  | Dinamo MAI Chișinău | Dinamo Gloria Tiraspol | USM Bostavan        |
| 2020  | Compétition annulée | Compétition annulée    | Compétition annulée |
| 2021  | Dinamo MAI Chișinău |                        |                     |
| 2022  | Dinamo MAI Chișinău | Dinamo Gloria Tiraspol | USM Bstavan         |

## Équipes de la saison 2021-2022
- Dinamo-MAI (Chisinau)
- Dinamo-Gloria (Tiraspol)
- UTM-Politeh (Chisinau)
- Gamma-Sind (Cahul)
- Speranta Chișinău (Chisinau)
- SDYUSHOR-12 (Vadul-lui-Voda)
- Tighina-SSH N2 (Bender)
- HMSC (Chisinau)